# Ezequiel Ponce
Ezequiel Ponce Martínez (Rosario, 29 marzo 1997) è un calciatore argentino, attaccante degli Houston Dynamo.

## Caratteristiche tecniche
È considerato dagli esperti uno dei migliori giovani talenti del calcio sudamericano, è un attaccante robusto, potente e dinamico, molto dotato tecnicamente e abile nel dribbling. Tatticamente può giocare in molti ruoli offensivi, prediligendo il ruolo di prima punta. Per il suo modo di giocare è stato paragonato al connazionale Carlos Tévez.

## Carriera

### Club

#### Newell's Old Boys e Roma
Cresce nel settore giovanile del Newell's Old Boys. Da rossonero, debutta tra i professionisti il 5 ottobre 2013, nella vittoria contro il Quilmes (2-0). Il 14 marzo 2014 timbra la sua prima presenza di sempre in una competizione internazionale, in occasione del match di Coppa Libertadores contro il Grêmio (0-0). Due giorni più tardi va a rete per la prima volta in carriera, contro il Racing Club (2-0); in tale circostanza diviene il più giovane marcatore di sempre nella storia della Primera División.
Il 14 gennaio 2015 il Newell's annuncia il raggiungimento di un accordo di trasferimento futuro del calciatore argentino alla Roma. Il 31 agosto 2015 il calciatore si accasa definitivamente al club capitolino. Inizialmente aggregato alla formazione Primavera, il 28 novembre 2015 rimedia, nel corso della gara di UEFA Youth League contro i pari età del Barcellona (3-3), la rottura del legamento crociato anteriore destro, a causa del quale resta lontano dai campi fino all'aprile seguente. Conclude l'annata fregiandosi del titolo di campione Primavera; è inoltre nominato miglior giocatore delle final eight del torneo.

#### Prestiti a Granada, Lilla e AEK Atene
Il 5 agosto 2016 viene ceduto in prestito al Granada. Debutta con i biancorossi il 21 agosto seguente, nella gara di campionato contro il Villarreal (1-1), bagnando l'esordio con la sua prima marcatura con gli iberici.
Di rientro a Roma, il 10 luglio 2017 è ceduto al Lilla in prestito con diritto di riscatto. Esordisce con i transalpini il 6 agosto, disputando da subentrato il match di Ligue 1 vinto contro il Nantes (3-0). Il 25 ottobre è invece debuttante in Coupe de la Ligue, contro il Valenciennes. Timbra il suo primo centro il 29 novembre 2017, nel successo contro il Saint-Étienne (3-1). Il 6 gennaio seguente bagna con una marcatura l'esordio in Coppa di Francia nel vittorioso match contro il Le Mans (4-2).
Il 19 luglio 2018 si trasferisce in prestito con diritto di riscatto all'AEK Atene. Debutta con gli ellenici l'8 agosto, nella gara preliminare di UEFA Champions League contro il Celtic (1-1). Bagna l'esordio in Souper Ligka Ellada, datato 25 agosto 2018, con una rete, ai danni del PAS Giannina. Si ripete all'esordio in Kypello Ellados, contro il Chania Kissamikos (1-1). Al termine dell'annata non viene riscattato.

#### Spartak Mosca ed Elche
Il 21 giugno 2019 viene acquisito a titolo definitivo dallo Spartak Mosca. Debutta con i russi il 13 luglio 2019, nella gara di campionato contro il Soči.
Il 31 gennaio 2022 si trasferisce in prestito breve con diritto di riscatto all'Elche. Al termine della stagione viene riscattato dal club spagnolo.

## Statistiche

### Presenze e reti nei club
Statistiche aggiornate al 17 maggio 2025.
| Stagione                 | Squadra                  | Campionato               | Campionato | Campionato | Coppe nazionali | Coppe nazionali | Coppe nazionali | Coppe continentali | Coppe continentali | Coppe continentali | Altre coppe | Altre coppe | Altre coppe | Totale | Totale |
| Stagione                 | Squadra                  | Comp                     | Pres       | Reti       | Comp            | Pres            | Reti            | Comp               | Pres               | Reti               | Comp        | Pres        | Reti        | Pres   | Reti   |
| ------------------------ | ------------------------ | ------------------------ | ---------- | ---------- | --------------- | --------------- | --------------- | ------------------ | ------------------ | ------------------ | ----------- | ----------- | ----------- | ------ | ------ |
| 2013-2014                | Newell's Old Boys        | PD                       | 17         | 4          | CA              | 1               | 0               | CL                 | 4                  | 0                  | -           | -           | -           | 22     | 4      |
| 2014-2015                | Newell's Old Boys        | PD                       | 9          | 1          | CA              | 1               | 0               | -                  | -                  | -                  | -           | -           | -           | 10     | 1      |
| Totale Newell's Old Boys | Totale Newell's Old Boys | Totale Newell's Old Boys | 26         | 5          |                 | 2               | 0               |                    | 4                  | 0                  |             |             |             | 32     | 5      |
| 2015-2016                | Roma                     | A                        | 0          | 0          | CI              | 0               | 0               | UCL                | -                  | -                  | -           | -           | -           | 0      | 0      |
| 2016-2017                | Granada                  | PD                       | 25         | 2          | CR              | 2               | 0               | -                  | -                  | -                  | -           | -           | -           | 27     | 2      |
| 2017-2018                | Lilla                    | L1                       | 28         | 2          | CF + CdL        | 2+2             | 1+0             | -                  | -                  | -                  | -           | -           | -           | 32     | 3      |
| 2018-2019                | AEK Atene                | SL                       | 27         | 16         | CG              | 7               | 5               | UCL                | 9                  | 0                  | -           | -           | -           | 43     | 21     |
| 2019-2020                | Spartak Mosca            | PL                       | 27         | 6          | KR              | 3               | 3               | UEL                | 4                  | 2                  | -           | -           | -           | 34     | 11     |
| 2020-2021                | Spartak Mosca            | PL                       | 25         | 9          | KR              | 3               | 1               | -                  | -                  | -                  | -           | -           | -           | 28     | 10     |
| 2021-gen. 2022           | Spartak Mosca            | PL                       | 7          | 4          | KR              | 0               | 0               | UCL+UEL            | 2+2                | 0                  | -           | -           | -           | 11     | 4      |
| Totale Spartak Mosca     | Totale Spartak Mosca     | Totale Spartak Mosca     | 59         | 19         |                 | 6               | 4               |                    | 8                  | 2                  |             | -           | -           | 73     | 25     |
| gen.-giu. 2022           | Elche                    | PD                       | 13         | 1          | CR              | 0               | 0               | -                  | -                  | -                  | -           | -           | -           | 13     | 1      |
| 2022-2023                | Elche                    | PD                       | 34         | 4          | CR              | 3               | 2               | -                  | -                  | -                  | -           | -           | -           | 37     | 6      |
| Totale Elche             | Totale Elche             | Totale Elche             | 47         | 5          |                 | 3               | 2               |                    | -                  | -                  |             | -           | -           | 50     | 7      |
| 2023-2024                | AEK Atene                | SLE                      | 19+10      | 11+4       | CG              | 2               | 0               | UCL+UEL            | 2+5                | 0+1                | -           | -           | -           | 38     | 16     |
| Totale AEK Atene         | Totale AEK Atene         | Totale AEK Atene         | 46+10      | 27+4       |                 | 9               | 5               |                    | 16                 | 1                  |             | -           | -           | 81     | 37     |
| 2024                     | Houston Dynamo           | MLS                      | 10+2       | 5          | -               | -               | -               | -                  | -                  | -                  | LC          | 3           | 1           | 15     | 6      |
| 2025                     | Houston Dynamo           | MLS                      | 14         | 4          | USOC            | 2               | 2               | -                  | -                  | -                  | LC          | 0           | 0           | 16     | 6      |
| Totale Houston Dynamo    | Totale Houston Dynamo    | Totale Houston Dynamo    | 24+2       | 9          |                 | 2               | 2               |                    | -                  | -                  |             | 3           | 1           | 31     | 12     |
| Totale carriera          | Totale carriera          | Totale carriera          | 267        | 73         |                 | 28              | 14              |                    | 28                 | 3                  |             | 3           | 1           | 326    | 91     |

### Cronologia presenze e reti in nazionale
| Cronologia completa delle presenze e delle reti in nazionale ― Argentina olimpica | Cronologia completa delle presenze e delle reti in nazionale ― Argentina olimpica | Cronologia completa delle presenze e delle reti in nazionale ― Argentina olimpica | Cronologia completa delle presenze e delle reti in nazionale ― Argentina olimpica | Cronologia completa delle presenze e delle reti in nazionale ― Argentina olimpica | Cronologia completa delle presenze e delle reti in nazionale ― Argentina olimpica | Cronologia completa delle presenze e delle reti in nazionale ― Argentina olimpica | Cronologia completa delle presenze e delle reti in nazionale ― Argentina olimpica |
| Data                                                                              | Città                                                                             | In casa                                                                           | Risultato                                                                         | Ospiti                                                                            | Competizione                                                                      | Reti                                                                              | Note                                                                              |
| --------------------------------------------------------------------------------- | --------------------------------------------------------------------------------- | --------------------------------------------------------------------------------- | --------------------------------------------------------------------------------- | --------------------------------------------------------------------------------- | --------------------------------------------------------------------------------- | --------------------------------------------------------------------------------- | --------------------------------------------------------------------------------- |
| 13-7-2021                                                                         | Yongin                                                                            | Corea del Sud olimpica                                                            | 2 – 2                                                                             | Argentina olimpica                                                                | Amichevole                                                                        | -                                                                                 | 45’                                                                               |
| 22-7-2021                                                                         | Sapporo                                                                           | Argentina olimpica                                                                | 0 – 2                                                                             | Australia olimpica                                                                | Olimpiadi 2021 - 1°turno                                                          | -                                                                                 | 45’ 85’                                                                           |
| 25-7-2021                                                                         | Sapporo                                                                           | Egitto olimpica                                                                   | 0 – 1                                                                             | Argentina olimpica                                                                | Olimpiadi 2021 - 1°turno                                                          | -                                                                                 | 62’ 72’                                                                           |
| Totale                                                                            |                                                                                   | Presenze                                                                          | 3                                                                                 |                                                                                   | Reti                                                                              | 0                                                                                 |                                                                                   |

## Palmarès
- Campionato Primavera: 1

Roma: 2015-2016